# Nate & Jeremiah: missione casa
Nate & Jeremiah: missione casa (Nate & Jeremiah by Design) è un docu-reality statunitense, andato in onda dal 2017 al 2019 su TLC e trasmesso in Italia da HGTV.

## Format
La trasmissione segue l'attività di Nate Berkus e suo marito Jeremiah Brent, nelle ristrutturazioni di case. I due interior designer, aiutano le famiglie a rimediare ai disastrosi restauri precedenti sulle loro case. 

## Episodi
| Edizione         | Episodi | Prima TV USA | Prima TV Italia |
| ---------------- | ------- | ------------ | --------------- |
| Prima edizione   | 8       | 2017         | 2018            |
| Seconda edizione | 8       | 2018         | 2019            |
| Terza edizione   | 8       | 2019         | Inedita         |

### Stagione 1[3]
| nº | Titolo                            | Prima TV USA | Prima TV Italia |
| -- | --------------------------------- | ------------ | --------------- |
| 1  | Casa di campagna                  | 2017         | 2018            |
| 2  | Problema in cucina                | 2017         | 2018            |
| 3  | L'eredità                         | 2017         | 2018            |
| 4  | Contro l'inondazione              | 2017         | 2018            |
| 5  | Ristrutturare la casa di famiglia | 2017         | 2018            |
| 6  | Bungalow sulla spiaggia           | 2017         | 2018            |
| 7  | Back to the 80es                  | 2017         | 2018            |
| 8  | Aiuto nella ricostruzione         | 2017         | 2018            |

### Stagione 2
| nº | Titolo                     | Prima TV USA | Prima TV Italia |
| -- | -------------------------- | ------------ | --------------- |
| 1  |                            | 2018         | 2019            |
| 2  | È ora di decidere          | 2018         | 2019            |
| 3  | Dopo l'infortunio          | 2018         | 2019            |
| 4  | La casa dei sogni          | 2018         | 2019            |
| 5  | Trasformazione             | 2018         | 2019            |
| 6  | Più spazio                 | 2018         | 2019            |
| 7  | Ristrutturazione fai da te | 2018         | 2019            |
| 8  | Un moderno capolavoro      | 2018         | 2019            |